# Matthew Edmond McCoy
Matthew Edmond McCoy (ur. 2 czerwca 1868, zm. w grudniu 1929) – polityk z Pitcairn, magistrate (burmistrz) Pitcairn.

## Życiorys
McCoy był potomkiem Williama McCoya, buntownika ze statku Bounty. Jego dziadkiem był Matthew, zaś ojcem James (obaj byli zwierzchnikami Pitcairn). Miał troje dzieci z trzema różnymi kobietami: Ritę (z Harriet Christian), Raymonda Christiana (z Margaret Young) i Vincenta Younga (z Marian Young).
Urząd magistrate na Pitcairn (ówczesna nazwa obecnego urzędu burmistrza) sprawował tylko raz – było to w 1909 roku. Zmarł w grudniu 1929 roku w wyniku komplikacji z sercem. Pochowany 30 grudnia.